# Krásnoporka mlynářka

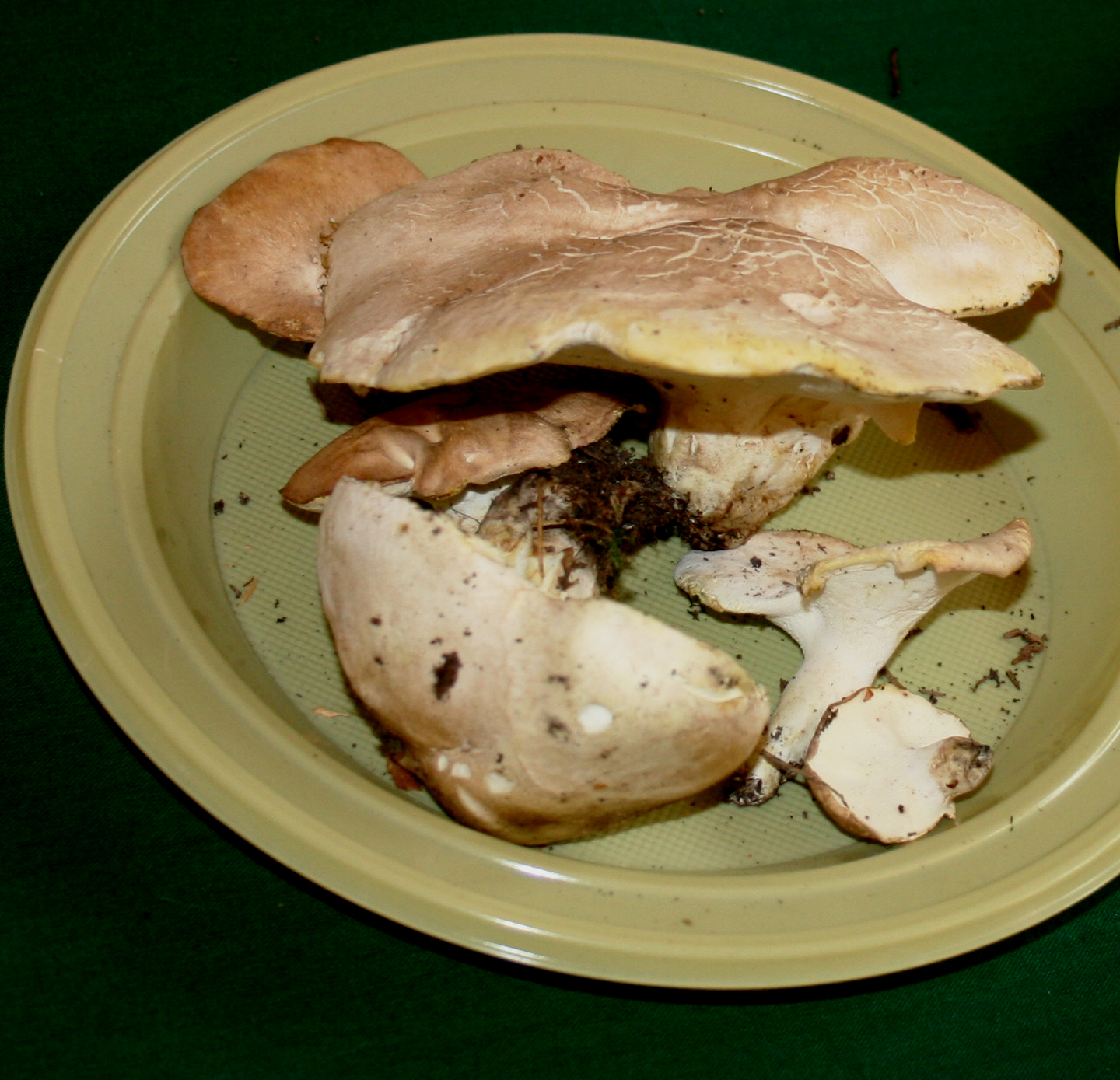
Albatrellus ovinus

Krásnoporka mlynářka (Albatrellus ovinus (Schaeff. ex Fr.) Kotl. et Pouz.) je jedlá, ale značně tuhá, a tím i hůře stravitelná houba z čeledi krásnoporkovité. Dobrou přípravou (delším dušením nebo vařením) se dá mnoho napravit. Hodí se k výrobě houbového prášku, do octa i soli.

## Synonyma
- Polyporus ovinus (Schaeff.) Fr.
- Choroš ovčí
- Krásnopórka ovčí

## Vzhled

### Makroskopický
Klobouk má většinou 3–17 cm v průměru. Je světlý, bělavý, nepravidelný, masitý a na temeni rozpukaný.
Rourky jsou bílé, později nažloutlé, nízké, s ústími velmi jemnými, na třeň se sbíhajícími.
Třeň 2–8 cm vysoký, 1–4 cm tlustý krátký, bílý, nepravidelný a často zahnutý.
Dužnina bílá, později citrónově žloutnoucí, velmi tuhá, jedlá, nečervivějící.

### Mikroskopický
Výtrusný prach je bílý, výtrusy jsou skoro kulovité, hladké, bezbarvé, neamyloidní, velikosti 3,5–4,5 × 3–4 µm.

## Výskyt
Mlynářka roste v pozdním létě a na podzim ve všech lesích, hlavně však jehličnatých, v lesích podhorských. Místy je hojná.

## Podobné druhy
Možnost záměny s jedovatými houbami není.
- Krásnoporka podobná neboli krásnoporka borová (Albatrellus subrubescens) má uprostřed klobouku fialový odstín, nahořklou chuť a otlačením světle oranžovějící póry. Roste pod borovicemi a jedlemi. Je jedlá.
- Krásnoporka hřebenitá (Albatrellus cristatus) má na klobouku zelené a olivové odstíny a v dospělosti je hořká. Roste v listnatých lesích a to hlavně v bučinách. Je v mládí jedlá.
- Krásnoporka žemlička (Albatrellus confluens) má klobouk žemlově až světle červenohnědé barvy a póry ji nikdy nežloutnou. Je jedlá.
- Krásnoporka kozí noha (Albatrellus pes-caprae) má šupinkatý klobouk hnědé barvy, nápadně velké póry a žlutavý třeň. Roste v borech, vzácně a je jedlá.